# Aspergillus tardus
Aspergillus tardus är en svampart som beskrevs av Bissett & Widden 1985. Aspergillus tardus ingår i släktet Aspergillus och familjen Trichocomaceae.   Inga underarter finns listade i Catalogue of Life.